# Raymond de Pons
Raymond de Pons (né en Saintonge et mort vers 1232) est un cardinal français  de l'Église catholique du XIIIe siècle, nommé par le pape Grégoire IX.

## Biographie
Raimond de Pons est le fils de Bertrand, seigneur de Pons, dit le Fort, et d'Elisabeth. Il est le neveu de Rainaut de Pons, Geoffroy III de Pons (en), de Ponce de Pons (évêque de Saintes) et de Raymond de Pons (évêque de Périgueux).
Raymond de Pons est élu évêque de Périgueux vers 1220. Le pape Grégoire IX le crée cardinal  lors du consistoire de 1231.  